# فرودگاه لندن بیگین هیل
فرودگاه لندن بیگین هیل (به انگلیسی: London Biggin Hill Airport) (به زبان بومی: Biggin Hill Airport) یک فرودگاه همگانی حمل و نقل با کد یاتا BQH است که یک باند فرود سنگفرش دارد و طول باند آن ۱۸۰۲ متر است. این فرودگاه در شهر لندن کشور انگلستان قرار دارد و در ارتفاع ۱۸۳ متری از سطح دریا واقع شده است.